# 34336 Willjenkins
34336 Willjenkins è un asteroide della fascia principale. Scoperto nel 2000, presenta un'orbita caratterizzata da un semiasse maggiore pari a 2,8714968 au e da un'eccentricità di 0,0391188, inclinata di 3,22611° rispetto all'eclittica.